# Persone di nome Edmund
| Questa pagina contiene informazioni ricavate automaticamente dalle voci biografiche con l'ausilio del template Bio e di un bot. L'aggiornamento è periodico e automatico e ricostruisce completamente la pagina. Se manca una persona in questa lista, sei pregato di non aggiungerla, ma accertati piuttosto che la sua voce biografica contenga il template Bio e che i dati anagrafici siano correttamente compilati. Se il template Bio manca, inseriscilo tu stesso o, in alternativa, metti l'avviso {{tmp\|Bio}} che ne segnala la mancanza. Se i dati riportati sono sbagliati, correggi direttamente la voce biografica; le modifiche saranno visibili in questa lista entro pochi giorni. Per chiarimenti vedi il progetto antroponimi. La lista contiene solo le 192 persone che sono citate nell'enciclopedia e per le quali è stato implementato correttamente il template Bio. Pagina aggiornata al 6 ago 2025. |

Questa è una lista di persone presenti nell'enciclopedia che hanno il nome Edmund, suddivise per attività principale.

## Agronomi(1)
- Edmund Ruffin, agronomo, attivista e militare statunitense (Hopewell, n. 1794 - Contea di Amelia, † 1865)

## Allenatori di calcio(3)
- Edmund Conen, allenatore di calcio e calciatore tedesco (Ürzig, n. 1914 - Leverkusen, † 1990)
- Edmund Crawford, allenatore di calcio e calciatore inglese (Filey, n. 1906 - Londra, † 1977)
- Edmund Majowski, allenatore di calcio e calciatore polacco (Chorzów, n. 1910 - † 1982)

## Alpinisti(2)
- Edmund Hillary, alpinista e esploratore neozelandese (Auckland, n. 1919 - Auckland, † 2008)
- Ed Viesturs, alpinista statunitense (Fort Wayne, n. 1959)

## Ammiragli(2)
- Edmund P. Giambastiani, ammiraglio statunitense (Canastota, n. 1948)
- Percy Grant, ammiraglio inglese (n. 1867 - † 1952)

## Antropologi(1)
- Edmund Leach, antropologo britannico (Sidmouth, n. 1910 - Cambridge, † 1989)

## Arcivescovi anglicani(1)
- Edmund Grindal, arcivescovo anglicano britannico (St Bees, n. 1519 - Londra, † 1583)

## Artigiani(1)
- Edmund Hartnack, artigiano tedesco (n. 1826 - † 1891)

## Artisti(2)
- Ed Emshwiller, artista, illustratore e regista statunitense (Lansing, n. 1925 - Santa Clarita, † 1990)
- Edmund de Waal, artista e scrittore britannico (Nottingham, n. 1964)

## Assassini seriali(1)
- Edmund Kemper, serial killer statunitense (Burbank, n. 1948)

## Astronomi(1)
- Edmund Weiss, astronomo austriaco (Freiwaldau, n. 1837 - Vienna, † 1917)

## Attori(11)
- Eddie "Rochester" Anderson, attore statunitense (Oakland, n. 1905 - Los Angeles, † 1977)
- Edmund Breese, attore, sceneggiatore e regista statunitense (New York, n. 1871 - New York, † 1936)
- Edmund Burns, attore statunitense (Filadelfia, n. 1892 - Los Angeles, † 1980)
- Eddie Cahill, attore statunitense (New York, n. 1978)
- Edmund Cobb, attore statunitense (Albuquerque, n. 1892 - Woodland Hills, † 1974)
- Edmund Gwenn, attore britannico (Londra, n. 1877 - Los Angeles, † 1959)
- Edmund Lowe, attore statunitense (San Jose, n. 1890 - Woodland Hills, † 1971)
- Edmund Lyndeck, attore statunitense (Bayonne, n. 1925 - Pennsylvania, † 2015)
- Edmund Mortimer, attore e regista statunitense (New York, n. 1874 - Los Angeles, † 1944)
- Edmund Purdom, attore e doppiatore britannico (Welwyn Garden City, n. 1924 - Roma, † 2009)
- Ed Stoppard, attore britannico (Londra, n. 1974)

## Attori teatrali(3)
- Edmund Kean, attore teatrale britannico (Londra, n. 1787 - Richmond, † 1833)
- Edmund Lawrence, attore teatrale e regista cinematografico statunitense (San Francisco, n. 1881 - Lake Secor, † 1944)
- Edmund Shakespeare, attore teatrale britannico (Stratford-upon-Avon, n. 1580 - Londra, † 1607)

## Autori di videogiochi(1)
- Edmund McMillen, autore di videogiochi statunitense (Santa Cruz, n. 1980)

## Avvocati(3)
- Jerry Brown, avvocato e politico statunitense (San Francisco, n. 1938)
- Edmund Beckett, I barone Grimthorpe, avvocato e architetto inglese (Carlton, n. 1816 - St Albans, † 1905)
- Edmund Harbitz, avvocato e politico norvegese (n. 1861 - † 1916)

## Baritoni(1)
- Edmund Hockridge, baritono e attore teatrale canadese (Vancouver, n. 1919 - Cambridgeshire, † 2009)

## Batteristi(1)
- Ed Thigpen, batterista statunitense (Chicago, n. 1930 - Copenaghen, † 2010)

## Bobbisti(3)
- Edmund Horton, bobbista statunitense (New York, n. 1896 - New York, † 1944)
- Edmund Koller, bobbista tedesco (Ohlstadt, n. 1930 - Ohlstadt, † 1998)
- Edmund Lanziner, ex bobbista, atleta e politico italiano (Egna, n. 1959)

## Calciatori(9)
- Edmund Adamkiewicz, calciatore tedesco (Amburgo, n. 1920 - † 1991)
- Edmund Addo, calciatore ghanese (Chorkor, n. 2000)
- Edmund Bieri, calciatore svizzero (n. 1889 - † 1972)
- Edmund Giemsa, calciatore polacco (Ruda Śląska, n. 1912 - Chinnor, † 1994)
- Edmund Lalrindika, calciatore indiano (Lunglei, n. 1999)
- Edmund Malecki, calciatore tedesco (Hannover, n. 1914 - † 2001)
- Edmund Nagy, calciatore rumeno (n. 1918)
- Edmund Twórz, calciatore polacco (n. 1914 - † 1987)
- Edmund Zammit, ex calciatore maltese (n. 1966)

## Cantanti(2)
- Shinehead, cantante e rapper britannico (Kent, n. 1962)
- Ed Kuepper, cantante e chitarrista tedesco (Brema, n. 1955)

## Cardinali(2)
- Edmund Dalbor, cardinale e arcivescovo cattolico polacco (Ostrów Wielkopolski, n. 1869 - Poznań, † 1926)
- Edmund Casimir Szoka, cardinale e arcivescovo cattolico statunitense (Grand Rapids, n. 1927 - Novi, † 2014)

## Cavalieri(1)
- Edmund Coffin, cavaliere statunitense (Toledo, n. 1955)

## Cestisti(6)
- Ed Lawrence, cestista statunitense (Lake Charles, n. 1952 - † 2015)
- Ed Lewinski, cestista statunitense (Chicago, n. 1918 - Chicago, † 1962)
- Eddie Malanowicz, cestista e allenatore di pallacanestro statunitense (Buffalo, n. 1910 - Cheektowaga, † 1967)
- Edmund Saunders, ex cestista e allenatore di pallacanestro statunitense (Waterbury, n. 1978)
- Ed Sherod, ex cestista statunitense (Richmond, n. 1959)
- Ed Stanczak, cestista statunitense (Fort Wayne, n. 1921 - Hidalgo, † 2004)

## Chimici(4)
- Edmund Davy, chimico, docente e inventore britannico (Penzance, n. 1785 - † 1857)
- Edmund Langley Hirst, chimico inglese (Preston, n. 1898 - Edimburgo, † 1975)
- Edmund Mach, chimico, enologo e agronomo austriaco (Bergamo, n. 1846 - Vienna, † 1901)
- Edmund Oskar von Lippmann, chimico e storico della scienza tedesco (Vienna, n. 1857 - Halle, † 1940)

## Chirurghi(1)
- Edmund Rose, chirurgo tedesco (Berlino, n. 1836 - † 1914)

## Compositori(3)
- Edmund Hooper, compositore e organista inglese (North Halberton - Londra, † 1621)
- Edmund Sturton, compositore inglese
- Edmund Turges, compositore inglese (Petworth)

## Critici letterari(1)
- Edmund Wilson, critico letterario, giornalista e scrittore statunitense (Red Bank, n. 1895 - Talcottville, † 1972)

## Dermatologi(1)
- Edmund Lesser, dermatologo tedesco (Nysa, n. 1852 - Berlino, † 1918)

## Diplomatici(2)
- Edmund von Hartig, diplomatico e nobile austriaco (Vienna, n. 1812 - San Remo, † 1883)
- Edmund Monson, diplomatico inglese (Seal, n. 1834 - † 1909)

## Direttori artistici(1)
- Edmund A. Chester, direttore artistico e giornalista statunitense (Louisville, n. 1897 - Mount Dora, † 1973)

## Dirigenti sportivi(1)
- Edmund Becker, dirigente sportivo, allenatore di calcio e ex calciatore tedesco (Reichenbach, n. 1956)

## Discoboli(1)
- Edmund Piątkowski, discobolo polacco (Florentynów, n. 1936 - † 2016)

## Disegnatori(1)
- Edmund Dulac, disegnatore e illustratore francese (Tolosa, n. 1882 - Tolosa, † 1953)

## Economisti(1)
- Edmund Phelps, economista statunitense (Evanston, n. 1933)

## Editori(1)
- Edmund Curll, editore inglese (Londra, † 1747)

## Esploratori(1)
- Edmund Johnston Garwood, esploratore britannico (Bridlington, n. 1864 - Londra, † 1949)

## Filantropi(1)
- Edmund Bojanowski, filantropo polacco (Grabonóg, n. 1814 - Górka Duchowna, † 1871)

## Filosofi(3)
- Edmund Gettier, filosofo statunitense (Baltimora, n. 1927 - † 2021)
- Edmund Husserl, filosofo e matematico austriaco (Proßnitz, n. 1859 - Friburgo in Brisgovia, † 1938)
- Edmund Pfleiderer, filosofo tedesco (Stetten, n. 1842 - Tubinga, † 1902)

## Fisici(2)
- Edmund Edward Fournier d'Albe, fisico irlandese (Londra, n. 1868 - St Albans, † 1933)
- Edmund Clifton Stoner, fisico britannico (Esher, n. 1899 - Leeds, † 1968)

## Fotografi(1)
- Edmund Stirling, fotografo statunitense (Filadelfia, n. 1861 - Filadelfia, † 1948)

## Generali(6)
- Edmund Allenby, generale britannico (Brackenhurst, n. 1861 - Londra, † 1936)
- Edmund P. Gaines, generale statunitense (Contea di Culpeper, n. 1777 - New Orleans, † 1849)
- Edmund Hakewill-Smith, generale britannico (Kimberley, n. 1896 - Kingston upon Thames, † 1986)
- Edmund von Krieghammer, generale e politico austriaco (Landshut, n. 1832 - Bad Ischl, † 1906)
- Edmund Kirby Smith, generale statunitense (St. Augustine, n. 1824 - Sewanee, † 1893)
- Edmund Veesenmayer, generale tedesco (Bad Kissingen, n. 1904 - Darmstadt, † 1977)

## Genetisti(2)
- Edmund Brisco Ford, genetista britannico (Dalton-in-Furness, n. 1901 - Oxford, † 1988)
- Edmund Beecher Wilson, genetista e zoologo statunitense (Geneva, n. 1856 - New York, † 1939)

## Ginnasti(1)
- Edmund Pueschel, ginnasta e multiplista statunitense (Kansas City, n. 1883 - Kansas City, † 1959)

## Giocatori di football americano(2)
- Zeke Bratkowski, giocatore di football americano e allenatore di football americano statunitense (Danville, n. 1931 - Santa Rosa Beach, † 2019)
- Edmund McNamara, giocatore di football americano e poliziotto statunitense (Boston, n. 1920 - Boston, † 2000)

## Giornalisti(2)
- Edmund Dene Morel, giornalista, scrittore e politico britannico (Parigi, n. 1873 - Bovey Tracey, † 1924)
- Ed Yong, giornalista britannico (n. 1981)

## Giuristi(1)
- Edmund Anderson, giurista inglese (Broughton, n. 1530 - Londra, † 1605)

## Hockeisti su ghiaccio(1)
- Edmondo Rabanser, hockeista su ghiaccio e allenatore di hockey su ghiaccio italiano (Ortisei, n. 1936 - † 2016)

## Imprenditori(2)
- Eddie Jordan, imprenditore, dirigente sportivo e pilota automobilistico irlandese (Dublino, n. 1948 - Città del Capo, † 2025)
- Edmund Resch, imprenditore e attivista tedesco (Hörde, n. 1847 - † 1923)

## Incisori(1)
- Edmund Culpeper, incisore e ottico inglese (n. 1660 - † 1738)

## Ingegneri(1)
- Edmund Rumpler, ingegnere austriaco (Vienna, n. 1872 - Neu Tollow, † 1940)

## Inventori(2)
- Edmund Cartwright, inventore britannico (Marnham, n. 1743 - Hastings, † 1823)
- Edmund Germer, inventore tedesco (Berlino, n. 1901 - † 1987)

## Magistrati(1)
- Edmund Berry Godfrey, magistrato britannico (n. 1621 - † 1678)

## Martellisti(1)
- Edmund Black, martellista statunitense (Bailey Island, n. 1905 - Westboro, † 1996)

## Matematici(5)
- Edmund Gunter, matematico e astronomo inglese (Hertfordshire, n. 1581 - Londra, † 1626)
- Edmund Landau, matematico tedesco (Berlino, n. 1877 - Berlino, † 1938)
- Edmund Stone, matematico scozzese († 1768)
- Edmund Taylor Whittaker, matematico britannico (Southport, n. 1873 - Edimburgo, † 1956)
- Edmund Wingate, matematico e giurista britannico (Flamborough, n. 1596 - Londra, † 1656)

## Medici(2)
- Edmund Dickinson, medico e alchimista inglese (n. 1624 - † 1707)
- Edmund von Neusser, medico austriaco (Swoszowice, n. 1852 - Bad Fischau-Brunn, † 1912)

## Militari(8)
- Edmund Beaufort, II duca di Somerset, militare inglese (n. 1406 - St Albans, † 1455)
- Edmund Beaufort, IV duca di Somerset, militare inglese (n. 1438 - Tewkesbury, † 1471)
- Edmund Boyle, VIII conte di Cork, ufficiale irlandese (n. 1767 - Londra, † 1856)
- Edmund De Wind, militare britannico (Comber, n. 1883 - Grugies, † 1918)
- Edmund Heines, militare e politico tedesco (Monaco di Baviera, n. 1897 - prigione di Stadelheim, † 1934)
- Edmund Lockyer, militare e esploratore britannico (Plymouth, n. 1784 - Sydney, † 1860)
- Edmund Lyons, militare e diplomatico britannico (Burton, n. 1790 - Castello di Arundel, † 1858)
- Edmund Taczanowski, militare, patriota e rivoluzionario polacco (Wieczyn, n. 1822 - Choryń, † 1879)

## Musicologi(1)
- Edmund Fellowes, musicologo britannico (Londra, n. 1870 - Windsor, † 1951)

## Nobili(8)
- Edmund Boyle, VII conte di Cork, nobile irlandese (Frome, n. 1742 - Bath, † 1798)
- Edmondo Plantageneto, II conte di Kent, nobile inglese (n. 1326 - † 1331)
- Edmund FitzAlan, IX conte di Arundel, nobile inglese (Wiltshire, n. 1285 - Hereford, † 1326)
- Edmund Grey, I conte di Kent, nobile e politico inglese (n. 1416 - † 1490)
- Edmund Holland, IV conte di Kent, nobile inglese (n. 1384 - † 1408)
- Edmund Howard, nobile britannico († 1539)
- Edmund de la Pole, III duca di Suffolk, nobile britannico (Inghilterra - † 1513)
- Edmund Zichy, nobile e politico ungherese (Vienna, n. 1811 - Vienna, † 1894)

## Organisti(1)
- Edmund Chipp, organista e compositore inglese (Londra, n. 1823 - Nizza, † 1886)

## Orientalisti(1)
- Edmund Castell, orientalista britannico (Tadlow, n. 1606 - Bedfordshire, † 1686)

## Pedagogisti(1)
- Edmund Ignatius Rice, pedagogista irlandese (Callan, n. 1762 - Waterford, † 1838)

## Piloti automobilistici(1)
- Eddie Irvine, ex pilota automobilistico britannico (Newtownards, n. 1965)

## Pistard(1)
- Edmund Hansen, pistard danese (n. 1900 - † 1995)

## Pittori(2)
- Edmund Blair Leighton, pittore britannico (Londra, n. 1853 - Londra, † 1922)
- Edmund Tarbell, pittore statunitense (West Groton, n. 1862 - † 1938)

## Poeti(3)
- Edmund Gosse, poeta e critico letterario britannico (n. 1849 - † 1928)
- Edmund Spenser, poeta britannico (Londra - Londra, † 1599)
- Edmund Clarence Stedman, poeta, critico letterario e banchiere statunitense (Hartford, n. 1833 - New York, † 1908)

## Politici(15)
- Edmund Andros, politico inglese (Londra, n. 1637 - Londra, † 1714)
- Edmund Barton, politico e magistrato australiano (Sydney, n. 1849 - Medlow Bath, † 1920)
- Pat Brown, politico e avvocato statunitense (San Francisco, n. 1905 - Beverly Hills, † 1996)
- Maurice Roche, IV barone Fermoy, politico irlandese (Chelsea, n. 1885 - † 1955)
- Edmund Burke, politico, filosofo e scrittore britannico (Dublino, n. 1729 - Beaconsfield, † 1797)
- Edmund Dudley, politico britannico (n. 1462 - † 1510)
- Edmund Fitzalan-Howard, I visconte FitzAlan di Derwent, politico inglese (n. 1855 - † 1947)
- Edmund Ho Hau-wah, politico macaense (Macao, n. 1955)
- Edmund Lawrence, politico nevisiano (Saint Kitts)
- Edmund Muskie, politico statunitense (Rumford, n. 1914 - Washington, † 1996)
- Edmund Pendleton, politico statunitense (contea di Caroline, n. 1721 - Richmond, † 1803)
- Edmund Randolph, politico statunitense (Williamsburg, n. 1753 - Millwood, † 1813)
- Edmund G. Ross, politico e editore statunitense (Ashland, n. 1826 - Albuquerque, † 1907)
- Edmund Schulthess, politico svizzero (Villnachern, n. 1868 - Berna, † 1944)
- Edmund Stoiber, politico tedesco (Oberaudorf, n. 1941)

## Presbiteri(4)
- Edmund Arrowsmith, presbitero e gesuita inglese (Haydock - Lancaster, † 1628)
- Edmund Campion, presbitero e gesuita inglese (Londra, n. 1540 - Tyburn, † 1581)
- Edmund Chishull, presbitero, teologo e antiquario inglese (Eyworth, n. 1671 - Walthamstow, † 1733)
- Edmund Gennings, presbitero inglese (Lichfield, n. 1567 - Londra, † 1591)

## Psicoanalisti(1)
- Edmund Bergler, psicoanalista austriaco (Kolomyja, n. 1899 - Brooklyn, † 1962)

## Psicologi(1)
- Edmund Burke Delabarre, psicologo statunitense (Dover-Foxcroft, n. 1863 - Providence, † 1945)

## Registi(4)
- Walter Edwin, regista e attore inglese (Hertfordshire, n. 1868)
- Edmund Goulding, regista e sceneggiatore britannico (Feltham, n. 1891 - Los Angeles, † 1959)
- Ho-Cheung Pang, regista, sceneggiatore e produttore cinematografico hongkonghese (Hong Kong, n. 1973)
- E. Elias Merhige, regista, sceneggiatore e produttore cinematografico statunitense (Brooklyn, n. 1964)

## Religiosi(2)
- Edmund Calamy il Vecchio, religioso inglese (Londra, n. 1600 - † 1666)
- Edmund Hickeringill, religioso e militare inglese (Aberford, n. 1631 - † 1708)

## Sceneggiatori(1)
- Edmund H. North, sceneggiatore statunitense (New York, n. 1911 - Santa Monica, † 1990)

## Sciatori alpini(2)
- Edmund Bruggmann, sciatore alpino svizzero (Flums, n. 1943 - Walenstadt, † 2014)
- Edmund Eisele, ex sciatore alpino tedesco (Buchenberg, n. 1954)

## Scrittori(5)
- Edmund Clerihew Bentley, scrittore inglese (Londra, n. 1875 - † 1956)
- Edmund Blunden, scrittore, poeta e critico letterario britannico (Londra, n. 1896 - Long Melford, † 1974)
- Edmund Menachem Eisler, scrittore e giornalista slovacco (Trnava, n. 1850 - Alta Ungheria, † 1942)
- Edmund Keeley, scrittore, traduttore e saggista statunitense (Damasco, n. 1928 - Princeton, † 2022)
- Edmund White, scrittore, critico letterario e saggista statunitense (Cincinnati, n. 1940 - New York, † 2025)

## Scrittori di fantascienza(1)
- Edmund Cooper, autore di fantascienza inglese (Marple, n. 1926 - † 1982)

## Scultori(1)
- Edmund Moeller, scultore tedesco (Neustadt b.Coburg, n. 1885 - Dresda, † 1958)

## Statistici(1)
- Edmund Cecil Rhodes, statistico britannico (Yorkshire, n. 1892 - † 1964)

## Storici(3)
- Edmund Kerchever Chambers, storico britannico (West Isley, n. 1866 - Beer, † 1954)
- Edmund Garratt Gardner, storico e italianista britannico (Londra, n. 1869 - Londra, † 1935)
- Edmund Groag, storico austriaco (Přerov, n. 1873 - Vienna, † 1945)

## Tennisti(1)
- Edmund Bury, tennista britannico (Londra, n. 1884 - † 1915)

## Velisti(1)
- Kirk Cooper, velista bermudiano (n. 1932 - † 2018)

## Velocisti(1)
- Edmund Minahan, velocista statunitense (Springfield, n. 1882 - East Orange, † 1958)

## Vescovi cattolici(1)
- Edmund Bonner, vescovo cattolico britannico (Hanley - Marshalsea, † 1569)

## Wrestler(1)
- Ed Francis, wrestler e imprenditore statunitense (Chicago, n. 1926 - Overland Park, † 2016)

## Zoologi(1)
- Edmund Heller, zoologo e naturalista statunitense (Freeport, n. 1875 - San Francisco, † 1939)

## Senza attività specificata(4)
- Edmund Guerrier, statunitense (n. 1840 - Geary, † 1921)
- Edmund H. Hansen, effettista statunitense (Springfield, n. 1894 - Orange, † 1962)
- Edmund Overend, ex mountain biker statunitense (Taipei, n. 1955)
- Edmund di Schwarzenberg, austriaco (Vienna, n. 1803 - Castello di Worlik, † 1873)